# Humane Noroviren
Die Spezies Norwalk virus (abgekürzt NwV, auch NWV oder NV) mit dem Referenzstamm („exemplarischen Virus“) Humanes Norovirus (alias Norwalk-Virus) der humanpathogenen Noroviren umfasst unbehüllte, einzelsträngige RNA-Viren mit positiver Polarität aus der Familie Caliciviridae, Gattung Norovirus. Noro- ist ein künstlich gebildetes Präfix aus Norwalk, das 2004 offizielle taxonomische Bezeichnung wurde. Die hochkontagiösen (hochansteckenden) Noroviren verursachen beim Menschen neben zahlreichen weiteren Viren die viralen Gastroenteritiden (viraler Brechdurchfall, auch umgangssprachlich als Magen-Darm-Grippe bezeichnet). Sie sind neben den Rotaviren aus der Familie der Reoviridae für die Mehrzahl der nicht bakteriell verursachten Durchfallerkrankungen beim Menschen verantwortlich. Der Nachweis von humanen Noroviren ist in Deutschland nach § 7 Infektionsschutzgesetz namentlich meldepflichtig.

## Erstbeschreibung
Als erstes humanes Norovirus wurde das Norwalk-Virus in Stuhlproben eines viralen Gastroenteritis-Ausbruchs von 1968 in Norwalk, Ohio, durch Immunelektronenmikroskopie (eine spezielle Methode der Elektronenmikroskopie, um Antigene mit Hilfe markierter Antikörper in einem Präparat elektronenmikroskopisch sichtbar zu machen) 1972 erstmals morphologisch charakterisiert. Um den Zusammenhang zwischen dem gefundenen Virus und einer Gastroenteritis-Erkrankung beweisen zu können, wurde gereinigtes Stuhl-Ultrafiltrat (gewonnen aus menschlichem Kot erkrankter Patienten) an Freiwillige oral verabreicht, welche anschließend ebenfalls erkrankten. Dies ist die einzige mit Stand November 2018 vom International Committee on Taxonomy of Viruses (ICTV) bestätigte Spezies der Gattung Norovirus.

## Virologie

### Morphologie und Genom

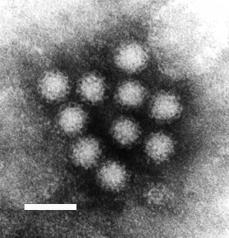
Humane Noroviren im TEM nach Negativkontrastierung (Markierung entspr. 50 nm)

Genomkarte der Gattung Norovirus

Noroviren haben einen Durchmesser von 35 bis 39 nm. Sie weisen im elektronenmikroskopischen Bild eine sehr unscharfe, runde Struktur auf. Sie besitzen ein ikosaedrisches (zwanzigflächiges) Kapsid (T=3-Symmetrie) und ein ca. 7,3 bis 7,7 kB großes Genom. Wie die meisten einzelsträngigen RNA-Viren sind Noroviren sehr variabel in ihrer Genomsequenz, weshalb zahlreiche verschiedene Subtypen und Isolate bekannt sind. Sie zeigen Antigendrift und auch eine saisonale Antigenshift durch genetische Rekombination zwischen unterschiedlichen Norovirusstämmen.

### Klassifikation
Ursprünglich wurden drei humanpathogene Noroviren, nämlich das Norwalk-Virus, und das seltenere Humane Norovirus Alphatron (Alphatron-Virus) und das Humane Norovirus Saitama innerhalb der Gattung Norovirus unterschieden.
Die ersten beiden werden vom ICTV der Spezies Norwalk virus der Gattung Norovirus zugeordnet, das dritte bildet nach der NCBI-Taxonomie eine eigene vorgeschlagene Spezies „Human norovirus Saitama“.
Die Spezies Norwalk virus – als einzige vom ICTV mit Stand 19. März 2024 bestätigte Spezies der Gattung – wird derzeit in 11 Subtypen (Stämme) unterteilt, wobei vier dieser Subtypen, basierend auf der Aminosäurensequenz des VP1-Kapsidproteins, wiederum zu sehr umfangreichen Genogruppen 1–4 (GGI bis GGIV) zusammengefasst werden können. Derzeit ist vornehmlich Genotyp GII (im Speziellen GII.4) verantwortlich für Infektionen, gefolgt von GI und GIV. Die Isolate und Subtypen werden nach einem internationalen Schema benannt und klassifiziert:
- Spezies Norwalk virus[7]
  - Humanpathogene Subtypen sind nach ICTV:
    - Subtyp Norwalk-Virus (Hu/NV/NV/1968/US)
    - Subtyp Lordsdale-Virus (Hu/NV/LD/GII/1993/UK)
    - Subtyp Maryland-Virus (GII/1987/US)
    - Subtyp Jena-Virus (GIII/1980/DE)
    - Subtyp Alphatron-Virus (GIV/1988/NL)
    - Subtyp Viseu-Virus (GVI/2007/PT)
    - Subtyp Chiba-040502-Virus (GBIII/2004/JP)
    - Subtyp Sapporo-HK299-Virus (GIC/2007/JP)

  - Weitere humanpathogene Subtypen:
    - Subtyp Desert-Shield-Virus (Hu/NV/DSV395/1990/SR) – NCBI: GI
    - Subtyp Hawaii-Virus (Hawaii-Calicivirus) (Hu/NV/HV/1971/US) – NCBI
    - Subtyp Mexiko-Virus (Hu/NV/MX/1989/MX) – NCBI: Norovirus Hu/TL24/1998/MEX
    - Subtyp Snow-Mountain-Virus (Hu/NV/SMV/1976/US) – NCBI: GII
    - Subtyp Southampton-Virus (Hu/NV/SHV/1991/UK) – NCBI: GI

Weitere Norovirus-Subtypen wurden in anderen Säugetieren entdeckt, wie in Schweinen, Rindern, Schafen, Katzen und Nagetieren. Die meisten molekularbiologischen Untersuchungen zu Norovirus werden an dem Murine Norovirus durchgeführt.

Große (T=3) und kleine (T=1) Virionen des Murinen Norovirus

- Nicht humanpathogene Subtypen sind nach ICTV:
  - Subtyp Murines Norovirus 1 (GV/US/2002)
  - Subtyp Hunde-Norovirus (Canides Norovirus)
  - Subtyp Fledermaus-Norovirus (GX/2010/CN)

## Epidemiologie
Noroviren sind weltweit verbreitet. Jährlich kommt es zu ca. 685 Millionen Noroviruserkrankungen, welche 18 % der weltweiten akuten Gastroenteritisfälle ausmachen.
Endemische Norovirusinfektionen wurden bislang v. a. in Krankenhäusern (gehäuft in geriatrischen Abteilungen) und Alten- oder Pflegeheimen nachgewiesen. In der Schweiz muss Schätzungen zufolge jährlich mit 400.000 bis 600.000 Infektionen durch diese Viren gerechnet werden.
In Deutschland wurden für das Meldejahr 2013 89.322 labordiagnostisch bestätigte Fälle (Referenzdefinition seit 2011) an das Robert Koch-Institut übermittelt. 19 % davon wurden im Rahmen von Ausbrüchen registriert, davon etwa 2/3 in Krankenhäusern oder Alten- und Pflegeheimen, 1/7 in Kindergärten und Kindertagesstätten. Bis in die 1990er Jahre war die Norovirus-Diagnostik wenigen Speziallaboratorien vorbehalten. Seit käufliche Immuntests zur Verfügung stehen, kann auch häufiger eine spezifische Infektion mit Noroviren nachgewiesen werden.
Im Herbst 2012 haben sich in Ostdeutschland fast elftausend Menschen durch aus China importierte Erdbeeren mit dem Norovirus infiziert. Der Norovirus-Ausbruch 2012 sorgte für große Medienaufmerksamkeit.
Norovirusinfektionen treten in Mitteleuropa saisonal gehäuft in den Monaten November bis März auf, die Aktivität ist in den Sommermonaten nur etwa ein Zehntel so groß wie im Winter. Die durch eine Infektion erworbene Immunität gegen einen Virenstamm hält länger an als bis zur nächsten Saison, sodass der Erreger einem hohen Selektionsdruck durch Herdenimmunität ausgesetzt ist. Diesem weicht er durch Gendrift und Genshift aus.
Epidemiologische Studien zeigten, dass Personen je nach den von ihnen gebildeten blutgruppenspezifischen Antigenen von spezifischen NoV-Genotypen infiziert wurden. Genotyp GII.4, der die meisten Infektionen verursacht (zurzeit weitverbreitetster Genotyp) bindet mehr verschiedene HBGA als jeder andere Genotyp. Menschen, die durch eine homozygotische Mutation eine nicht funktionale Fucosyltransferase besitzen, sogenannte Non-secretors, produzieren kein ABH-Antigen und sind deutlich weniger anfällig für eine Norovirus-Infektion (haben jedoch keinen absoluten Schutz). Etwa 20 % aller Europiden sind Non-secretors.
Zwischen März und August 2017 kam es in Quebec, Kanada, zu einem Ausbruch des Norovirus, an dem mehr als 700 Menschen erkrankten. Laut einer Untersuchung der kanadischen CFIA Food Control Agency wurde das Virus durch gefrorene Himbeeren eingetragen, die aus China importiert wurden.
Beim Norovirus-Ausbruch 2024 wurden in Italien rund um die Gemeinde Torri del Benaco mehr als 900 Fälle an Magen-Darm-Erkrankungen registriert und mehr als 300 Menschen mit entsprechenden Symptomen hospitalisiert.

## Übertragung
Mit einer minimalen Infektionsdosis von nur 10 bis 100 Viruspartikeln ist die Kontagiosität der Noroviren außerordentlich hoch. Die Übertragung erfolgt von Mensch zu Mensch über eine Schmier- bzw. Tröpfcheninfektion. Die Viren werden über Stuhl oder Erbrochenes ausgeschieden und gelangen auf fäkal-oralem Weg, beim Einatmen des beim Erbrechen entstehenden Aerosols oder über kontaminierte Hände auf die Schleimhäute der Kontaktperson. Die Ansteckung mit Viren kann ebenfalls über kontaminierte Gegenstände erfolgen. Ferner ist eine Aufnahme der Erreger über kontaminiertes Wasser möglich, dies kann zum einen über Speisen und Getränke, welche mit kontaminiertem Wasser zubereitet wurden, aber auch durch das Trinken von verunreinigtem Leitungswasser erfolgen. Humane Noroviren weisen die für unbehüllte Viren typische Resistenz gegenüber Umwelteinflüssen auf. Sie können im Wasser mehrere Tage bis Wochen bei 25 °C überstehen, sie überstehen Temperaturschwankungen von −20 bis +60 °C und zeigten ihre „Überlebensfähigkeit“ auf einem kontaminierten Teppich noch nach zwölf Tagen.
In der Regel werden die Viren von erkrankten Personen während der akuten Erkrankung, aber auch nach Abklingen der klinischen Symptome ausgeschieden. Der Höhepunkt der Ausscheidung ist üblicherweise 4 Tage nach der Infektion, also meist nach dem Abklingen der Symptome. Auch symptomlose Infizierte können Virusausscheider sein. In einer Studie mit absichtlicher Infektion konnte das Virus im Median 4 Wochen nach Infektion im Stuhl nachgewiesen werden. Daher ist die sorgfältige Beachtung üblicher Hygieneregeln auch im Anschluss an die Erkrankung von sehr großer Bedeutung.
Besonders gefährdet sind die Bewohner sowie das Personal von Gemeinschaftseinrichtungen aller Art, da durch Benutzung z. B. gemeinsamer Toiletten ein lokaler Ausbruch gefördert wird. In den letzten Jahren waren häufig auch Kreuzfahrtschiffe betroffen.
Virale RNA von humanen Norovirus-Subtypen konnte in Stuhlproben aus Viehbeständen nachgewiesen werden, ebenso wurden Antikörper gegen tierische Norovirus-Subtypen in asymptomatischen Menschen gefunden. Dies bedeutet möglicherweise, dass Noroviren zoonotisch sind.

## Krankheitsverlauf und Symptome

### Akute Erkrankung
Die Inkubationszeit der von den humanen Noroviren beim Menschen ausgelösten Erkrankung beträgt ca. 10–50 Stunden.
Krankheitssymptome entwickeln sich innerhalb weniger Stunden bis Tage und bestehen in erster Linie aus einer Gastroenteritis mit plötzlich auftretendem Durchfall und Erbrechen, die zu erheblichen Flüssigkeitsverlusten (siehe Exsikkose) führen können. Daher sind besonders Kinder und ältere Menschen gefährdet. Meist besteht ein ausgeprägtes Krankheitsgefühl mit Bauchschmerzen, Übelkeit, Kopfschmerzen und Muskelschmerzen.
Die Erkrankung verläuft meist kurz und heftig und klingt nach ein bis drei Tagen wieder ab. Erbrechen kommt bei mehr als 50 % der Patienten vor, wobei Jugendliche mehr an Erbrechen, Erwachsene mehr an Durchfall leiden.

### Chronische Erkrankung
In Patienten mit einem geschwächten Immunsystem, z. B. durch das Variable Immundefektsyndrom oder Immunsuppression nach einer Transplantation, kann es zu einer chronischen Infektion mit Norovirus kommen.
Norovirus kann über mehrere Jahre hinweg im Stuhl nachgewiesen werden. Patienten können an lang andauerndem Durchfall leiden, die Infektion verläuft aber auch phasenweise asymptomatisch. In schweren Fällen kommt es zu Norovirus-assoziierter Enteropathie, was zu Zottenatrophie und Malassimilation führen kann.

## Folgen und Komplikationen
Je nach Schwere der Erkrankung kann der Wasserverlust durch die Norovirusinfektion ohne Behandlung auch zum Tod führen. Noroviren sind verantwortlich für jährlich ca. 220.000 Todesfälle weltweit, zu größten Teilen in Ländern mit geringen und mittlerem Einkommen. Die Todesrate liegt hier bei 0,037 % verglichen mit einer Todesrate von 0,005 % in Ländern mit hohem Einkommen. Besonders betroffen sind mit 70 bis 80 % ältere Menschen ab 80 Jahren und Kinder unter 4 Jahren. Seit 2001 besteht in Deutschland Meldepflicht für die Erkrankung. Nach Angaben des Robert Koch-Instituts (RKI) lag die Anzahl der Verstorbenen an den Noroviren in Deutschland wie folgt:
- 2005: 12 Todesfälle in Deutschland
- 2006: 16
- 2007: 76
- 2008: 67
- 2009: 30
- 2010: 56
- 2011: 43
- 2012: 47
- 2013: 38
- 2014:  0
- 2015: 21
- 2016: 22
- 2017: 36
- 2018: 25
- 2019: 35
- 2020: 17
- 2021: 16
- 2022: 17

(Quellen: RKI)

## Nachweis

### Medizin
Im Rahmen der medizinischen Diagnostik ist es möglich, jedoch nicht immer sinnvoll, Noroviren in Stuhlproben nachzuweisen. Als Goldstandard für den Nachweis von Noroviren gilt laut Robert Koch-Institut die RT-PCR (Nachweis über Reverse Transkription mit anschließender Polymerase-Kettenreaktion). Sie verfügt über eine hohe Sensitivität und Spezifität. Weitere verfügbare Nachweismethoden sind der ELISA (geringere Spezifität) und die Elektronenmikroskopie. Eine Virusisolierung in Zellkultur kann durch Zugabe von bestimmten Darmbakterien erreicht werden.
Besondere Bedeutung kommt dem Erregernachweis im Rahmen von Ausbrüchen zu, da diese besondere hygienische Maßnahmen erforderlich machen. Allerdings wird nicht jede Erkrankung auf den Erreger hin untersucht, daher entsprechen die Meldezahlen nicht dem wahren Ausmaß der Erkrankung. Auch aufgrund einer fehlenden spezifischen Therapie wird die Notwendigkeit einer Stuhldiagnostik von Fachleuten bezweifelt, wenn im Umfeld bereits Gastroenteritiden durch Noroviren nachgewiesen wurden. Eine Untersuchung auf Noroviren bei jedem einzelnen Patienten ist daher medizinisch unnötig und wenig wirtschaftlich, wenn Erkrankungsfälle in der Umgebung bekannt sind und die klassischen klinischen Symptome vorhanden sind.

### Lebensmittel
Problematisch für die Lebensmittelanalytik ist die Tatsache, dass Noroviren der Genogruppe I und II auf den Menschen wirtsspezifisch sind und bislang noch keine Zellkultur erhältlich ist, die eine Vermehrung ermöglicht. Daher muss für die Untersuchung von Lebensmitteln stets eine Extraktion und Aufkonzentrierung erfolgen. Gemäß der amtlichen Methodensammlung § 64 LFGB L 00.00-147/2 (Übernahme der gleichlautenden Norm DIN CEN ISO/TS 15216-2) sind Wiederfindungsraten von 1 % bezogen auf weiche Lebensmittel mit rauer Oberfläche (wie Erdbeeren) bereits als akzeptabel zu bewerten. Die Infektiosität der Viruspartikel ist sehr hoch. Die analytische Nachweisgrenze ist in dem Hinblick in Lebensmitteln methodisch bedingt sehr schlecht. Aufgrund labortechnischer Limitierungen ist daher stets mit Unterbefunden zu rechnen, die zu einer nicht unerheblichen Dunkelziffer bei der Aufklärung von Norovirus-assoziierten Lebensmittelinfektionen führt. Insbesondere TK-Früchte, die aus Regenmangelgebieten und hygienisch unterentwickelten Ländern eingeführt werden, sind daher stets mit einem nicht unerheblichen Risiko behaftet, das durch Analysen im Labor nicht vollständig ausgeschlossen werden kann.

## Behandlung
Eine ursächliche antivirale Therapie ist nicht bekannt; die Behandlung ist rein symptomatisch und besteht lediglich im Ausgleich des Verlustes von Flüssigkeit und Elektrolyten (z. B. in Form der WHO-Trinklösung). Bei starkem Erbrechen kann der Einsatz von übelkeitsmindernden Medikamenten (Antiemetika) erwogen werden. Insbesondere bei älteren Patienten oder Kleinkindern kann ein kurzer Krankenhausaufenthalt notwendig sein.
Das einzige bisher bekannte Medikament, das eine Wirkung beim Menschen gegen das Norovirus zeigen konnte, ist das Antiparasitikum Nitazoxanid. Der Wirkmechanismus ist hierbei noch nicht verstanden und es gibt sich widersprechende Ergebnisse, weshalb weitere Studien notwendig sind.

## Vorbeugung

### Impfstoff-Forschung
Eine vorbeugende Impfung ist bislang nicht verfügbar. Erste experimentelle Impfstoffe sind in Entwicklung. Daher liegt der Schwerpunkt der Vorbeugung darauf, die Infektionskette zu unterbrechen.

### Hygienische Maßnahmen
Durch die Einhaltung von Hygienemaßnahmen sowie Einzel- oder Kohortenisolierung kann die Übertragung der Erreger begrenzt werden. Dazu gehören vor allem die sorgfältige Händedesinfektion mit einem viruziden Händedesinfektionsmittel, dessen Wirkungsspektrum auch unbehüllte Viren mit einschließt, und gegebenenfalls die Verwendung von Atemschutzmasken mit hoher Schutzwirkung (Kategorie FFP-3), sowie die Desinfektion von kontaminierten Flächen bzw. Materialien.
Seifen und Handtücher sollten nicht von mehreren Personen gemeinsam benutzt werden, da die Noroviren gegen übliche Seifen und haushaltsübliche Desinfektionsmittel resistent sind. Häufiges Händewaschen reduziert jedoch durch die mechanische Entfernung von Viren eine Übertragung erheblich.
In medizinischen Einrichtungen wie Krankenhäusern müssen mit Noroviren kontaminierte Materialien als gefährliche Abfälle gekennzeichnet und entsorgt werden, um Neuinfektionen bei anderen Patienten und Personal zu vermeiden. Kittel, Handschuhe und Mund-Nasen-Schutz sind wegen der hohen Infektionsgefahr bereits nach einmaliger Verwendung dem infektiösen Abfall zuzuführen. Dieser wird unmittelbar am Ort des Anfallens, z. B. im Patientenzimmer, in verschlossenen Behältern gesammelt und ist vor dem Abtransport mit viruziden Mitteln äußerlich zu desinfizieren. Kontaminierte und auch mit Stuhl verunreinigte Wäsche (Leib-, Bettwäsche) muss als Infektionswäsche nach dem Doppelsack-Prinzip entsorgt werden.

### Desinfektionsmittel und Inaktivierungsverfahren
Gegen Noroviren wirksame Händedesinfektionsmittel enthalten neben Ethanol – ab 80 Volumenprozent (Vol%) – ggf. noch weitere wirksame Bestandteile. Hier kommen z. B. Orthophosphorsäure, Zitronensäure, Milchsäure, Harnstoff etc. in Frage. Untersuchungen haben gezeigt, dass die Effektivität von Alkohol durch die Zugabe von Harnstoff und Citronensäure erheblich gesteigert werden kann. Insbesondere Citronensäure ist in der Lage, Oberflächenproteine des Norovirus so zu verändern, dass die Infektiosität hierdurch wahrscheinlich verringert wird.
Nach Kingsley et al. seien chlorhaltige Desinfektionsmittel zur Flächendesinfektion am wirksamsten. Bezüglich weiterer Substanzen wurde z. B. festgestellt, dass Peressigsäure innerhalb von 10 Minuten und Glutaraldehyd (1 %) innerhalb von 1 Minute bei Raumtemperatur auf mit Noroviren kontaminierten Arbeitsflächen und Oberflächen von Gemüse, Tomaten, Salat, Erdbeeren wirksam war. Quaternäre Ammoniumverbindungen, die bakterizid sind, zeigten dagegen widersprüchliche Ergebnisse in der Noro-Virusinaktiverung. F. v. Rheinbaben berichtet über die virusinaktivierende Wirkung von angesäuerter Kaliumpermanganat-Lösung (pH 3, bei 0,1 % bis 0,5 % Kaliumpermanganat) innerhalb von 5 bis 60 Minuten. Die virusinaktivierende Oxidationsreaktion ist abgeschlossen, wenn ein Farbumschlag von violett nach farblos erfolgt, allerdings werden dadurch auch Bakterien abgetötet.
Nach dem Norovirus-Ausbruch 2012 in Ostdeutschland, bei dem roh verzehrte Erdbeeren zu verstärkten Infektionen führten, wurde diskutiert, ob ein Durcherhitzen Noroviren sicher inaktivieren kann. Da Zellkultursysteme bisher nicht verfügbar sind, kann die verbliebene Infektiosität nach Erhitzung und den pH-Wert-Einflüssen nicht gemessen werden. Das Bundesinstitut für Risikobewertung (BfR) geht aufgrund der wissenschaftlichen Datenlage davon aus, dass ein nur kurzes Aufkochen bei der Herstellung von Kompottspeisen nicht ausreicht, um Noroviren in kontaminierten tiefgefrorenen Früchten sicher unschädlich zu machen. Eine wesentliche Reduktion kann nur durch längeres Erhitzen (200 °C für 12 Minuten) oder Kochen (100 °C für 30 Minuten) erfolgen. Das Tiefgefrieren (−18 °C) von kontaminierten Lebensmitteln hat ebenso keinen wesentlichen Effekt.